# Tucuxi
O tucuxi (Sotalia fluviatilis), também conhecido como pirajaguara, é uma espécie de golfinho de água doce existente na bacia do Amazonas. Ele é encontrado em muitas das regiões habitadas pelos botos-cor-de-rosa (Inia geoffrensis), e, por isso, essas espécies são chamadas de simpátricas. Apesar disso, o tucuxi é geneticamente mais próximo dos golfinhos marinhos, como sua espécie-irmã, o boto-cinza (Sotalia guianensis). É o menor e o único delfinídeo (golfinho da família Delphinidae) de água doce do mundo. Pertence ao gênero Sotalia, no qual os golfinhos adultos desse gênero (boto-cinza e tucuxi) geralmente variam de 1,0 a 1,8 metro.
Fisicamente, a espécie se parece com Tursiops, mas é diferente o bastante para ser situada em outro gênero, Sotalia. Sotalia guianensis, que abrange golfinhos de ambientes litorâneos e de estuários, anteriormente fazia parte de Sotalia fluviatilis, mas recentemente passou a formar uma espécie própria. Os tucuxis provavelmente vivem de 30 a 35 anos, com registro de a fêmea mais velha conhecida ter chegado aos 43 anos, e o macho mais velho ter chegado aos 26.
Tucuxis e botos-cor-de-rosa são considerados espécies indicadoras da qualidade da água de ecossistemas amazônicos por serem predadores topo de teia alimentar, e podem ser usados como indicadoras da degradação do ecossistema. Por serem parte da categoria popular chamada de “fofofauna” (animais considerados fofos pelo amplo público, como baleias, felinos e tartarugas), os tucuxi são considerados “espécie-bandeira” e “espécie-guarda-chuva”, quando uma espécie é usada como um ícone para conscientizar a população da sua importância ambiental e sua conservação, protegendo, assim, o ecossistema em que está presente. O tucuxi e o boto-cor-de-rosa, por exemplo, conscientizam a população da importância de proteger a floresta Amazônica, principalmente seus rios.

## Etimologia
A palavra "tucuxi" vem de “tucuchi-una”, da língua Tupi falada pelos indígenas Mayana na Amazônia. Quanto ao seu nome científico, Sotalia fluviatilis, "fluviatilis" vem do latim “do rio”. Para "Sotalia", não se sabe a etimologia (origem da palavra).
No Brasil, esse boto é chamado de tucuxi, boto-cinza ou boto, sendo o termo tucuxi o mais usado. Na Colômbia e no Peru, é chamado de bufeo gris, bufeo blanco ou bufeo negro. Na Venezuela, seu nome varia regionalmente. Na região da Bacia Amazônica, é chamado de tonina de rio, delfin blanco ou soplón. Na região da Bacia do Orinoco, é chamado de bufeo negro, bufete ou soplón.
Segundo o Novo Dicionário de Língua Portuguesa (1986), "tucuxi" procede das línguas caribes e "pirajaguara" procede dos termos tupis pirá, "peixe", e ya'wara, "cão".

## Características morfológicas
A espécie é semelhante aos golfinhos-nariz-de-garrafa e à sua espécie-irmã, o boto-cinza, mas o tucuxi costuma ser menor, com 1,5 metro de comprimento. Os machos alcançam o comprimento de 1,4 a 1,5 metro, e as fêmeas o comprimento de 1,3 a 1,5 metro. Seu peso varia de 35 e 45 kg, com o registro máximo de e 53 kg. Já um recém-nascido nasce com 71 a 83 centímetros de comprimento e 8 kg de massa.
A coloração varia conforme a região do corpo. No dorso (as "costas"), varia entre o cinza-azulado e o cinza-amarronzado, se tornando cinza claro a branco ao descer pelas laterais do corpo e chegar ao seu ventre (a “barriga”). O ventre é bem mais claro, podendo ter um um tom rosado quando estão muito ativos, com a intensidade variando conforme a intensidade da atividade que estão realizando. Seu melão (órgão de ecolocalização localizado na cabeça) é relativamente pequeno e não se sobressai em relação ao crânio. O rostro (também chamado popularmente de "bico" ou “focinho”, composto pela maxila e pela mandíbula) é bem definido, comprido e fino, sendo ligeiramente mais estreito que o do boto-cinza. As extremidades da boca se curvam ligeiramente para cima, e há uma linha escura e grossa dos olhos até a nadadeira, com uma linha fina clara dentro dela, dos dois lados do corpo. Suas nadadeiras peitorais são largas. Comparado com sua espécie-irmã, o boto-cinza, a nadadeira dorsal é menor, mais triangular e larga na base, podendo ser curva na ponta.
Nos golfinhos, a contagem dos dentes é curiosa. Não se conta a quantidade total de dentes na maxila e na mandíbula. Contam-se quantos dentes existem em cada metade de maxila (metade esquerda e metade direita, sendo que cada metade é chamada de ramo), pois a quantidade de dentes varia de cada lado da boca. Não existem necessariamente pares de dentes. Assim, cada ramo da maxila (ramo esquerdo e ramo direito) tem de 28 a 35 dentes, e cada ramo (esquerdo e direito) da mandíbula tem de 26 a 33 dentes.
Para visualizar melhor essas informações anatômicas, além de fotos disponíveis na internet, é possível observar a ilustração do tucuxi no Guia Ilustrado de Identificação de Cetáceos e Sirênios do Brasil, disponibilizado gratuitamente pelo ICMBio / CMA (governo brasileiro).

## Taxonomia
Dos naturalistas europeus a viajarem pela América, Alexander von Humboldt provavelmente foi o primeiro a documentar a presença de golfinhos na foz de rios na Venezuela. Ele registrou golfinhos há cerca de 130km da foz do rio Orinoco, na cidade de San Fernando de Apure, Venezuela. Pela descrição, principalmente pelo registro de sua nadadeira dorsal proeminente (muito diferente da do boto-cor-de-rosa), ele identificou um golfinho do gênero Sotalia.
A taxonomia desse gênero de golfinhos variou bastante nos últimos dois séculos. No início dos anos 1800, esses botos eram classificados em 5 espécies, duas costeiras (Delphinus guianensis e Sotalia brasiliensis) e três de água doce (Delphinus fluviatilis, Delphinus pallidus e Steno tucuxi). D. guianensis e S. brasiliensis passaram a integrar a atual espécie Sotalia guianensis, enquanto que D. fluviatilis, D. pallidus (posteriormente descoberta ser uma S. fluviatilis de coloração variante) e Steno tucuxi passaram a integrar a atual Sotalia fluviatilis. Sotalia fluviatilis foi descrito por Paul Gervais e Émile Deville em 1853. Sotalia guianensis foi descrito por Pierre-Joseph van Beneden em 1864.
Nos anos 1960, as cinco espécies estavam classificadas em apenas duas, Sotalia guianensis e S. fluviatilis. Contudo, nos anos 1990, passaram a ser apenas uma espécie com duas sub-espécies, Sotalia fluviatilis fluviatilis e S. f. guianensis. Por fim, desde os anos 2000 até atualmente, o gênero Sotalia possui duas espécies novamente, Sotalia guianensis e Sotalia fluviatilis, com base em aspectos morfológicos (das diferenças anatômicas dos bichos) e genéticos, principalmente dos genes mitocondriais (presentes na mitocôndria). O primeiro estudo a reevidenciar diferenças entre as duas espécies foi um estudo morfométrico tridimensional de Monteiro-Filho e colegas. Em seguida, uma análise molecular de Cunha e colegas inequivocamente demonstrou que Sotalia guianensis era geneticamente diferente de Sotalia fluviatilis. A descoberta foi confirmada por Caballero e colegas. com um maior número de genes. A existência das duas espécies foi, então, largamente reconhecida pela comunidade científica.

### Evolução do gêneroSotalia
Com base nas diferenças genéticas entre Sotalia guianensis (boto-cinza) e Sotalia fluviatilis (tucuxi), essas duas espécies surgiram entre 1,2 milhão e 750 mil anos atrás. Isso coincide com uma série de mudanças que ocorreram na Bacia Amazônica durante o período do final do Plioceno e durante o Pleistoceno, de 3,4 milhões de anos atrás até 125 mil anos atrás. Com base nas evidências geológicas, o nível da água era mais alto que o atual e a Bacia Amazônica esteve submersa até cerca de 750 mil anos atrás. Pela movimentação tectônica, mudanças climáticas de resfriamento do planeta e mudanças ambientais, a Bacia Amazônica mudou de um grande lago para um sistema de rios de água doce. Isso deve ter isolado a população de Sotalia em duas, uma dentro dos rios e outra na costa, formando as duas espécies atuais. Atualmente, essas duas espécies vivem separadamente, com pouca área possível de encontro na foz do rio Amazonas. Infelizmente, não existe registro fóssil do ancestral do gênero Sotalia.
Comparado com o boto-cor-de-rosa, o tucuxi não é tão bem adaptado às típicas condições fluviais das águas da região tropical sulamericana, tais como canais pequenos e floresta inundada. Isso sugere que a espécie ancestral, que deu origem ao atual tucuxi, surgiu bem mais recentemente que o ancestral do boto-cor-de-rosa, que migrou para a água doce há cerca de 15 milhões de anos.

## Distribuição e abundância
O tucuxi ocorre no Brasil, Venezuela, Colômbia, Equador, Peru e também na Guiana Francesa. No Brasil, a espécie está presente nos estados do Amazonas, Pará, Amapá, Roraima, Rondônia e Acre.
O tucuxi, assim como o boto-cor-de-rosa, é endêmico da Bacia do Rio Amazonas, a maior bacia hidrográfica do mundo, e da Bacia do Rio Orinoco. Juntas, essas bacias formam o maior sistema de rios do mundo. Ambas as espécies são mais recorrentes no rio Amazonas que o Orinoco, mas não se sabe a razão disso. Algumas hipóteses especulam que sua ocorrência seja limitada pelos diferentes impactos humanos e/ou pela quantidade de peixes disponíveis em cada local. As duas espécies de golfinho não nadam grandes distâncias, mantendo-se por muitos anos, possivelmente a vida inteira, nas áreas onde nasceram.
A ocorrência do tucuxi na Bacia Amazônica atravessa Brasil, Colômbia, Equador, Peru e Guiana Francesa, enquanto que a ocorrência na Bacia do Rio Orinoco inclui Venezuela e Colômbia. Na Colômbia, ele é encontrado no rio Negro (até certa altura do rio, parando na altura da cidade de Barcelos), rio Putumayo e rio Caquetá, e no sistema de lagos El Correo. No Equador, nos rios Napo, Cuyabeno, Yasuni, Lagartococha e Aguarico. No Peru, nos rios Tigre, Ucayali e Marañón. E, no Brasil, nos rios Negro, Madeira, Purus, Xingú e Tapajós e no lago de Tefé. Esses são apenas os rios e lagos mais conhecidos ocupados pelo tucuxi. No entanto, avanço da espécie para outros rios ou partes dos rios citados ainda não ocupadas é bloqueado por quedas d’água e represas de hidroelétricas.

### Populações
Tucuxis são animais sociais e geralmente se alimentam e realizam demais atividades em grupo, mas podendo se alimentar e realizar atividades também sozinhos. Geralmente nadam em grupos de 2 a 6 indivíduos, tipicamente com uma média de 3 a 4 indivíduos, de adultos e jovens misturados, sem variação sazonal no tamanho dos grupos. Contudo, os grupos podem variar de 1 a 26 indivíduos, com o número máximo registrado de 30 indivíduos juntos. Os grupos são dinâmicos, e seus membros mudam constantemente . Uma explicação para formarem grupos tão pequenos é a falta de predadores, sendo a distribuição de recursos (como peixes para a alimentação) e habitats disponíveis os fatores mais importantes.
Não se sabe o número total de membros da espécies, havendo, contudo, estimativas de diferentes localidades com base nos registros feitos em estudos, majoritariamente girando entre 1,200 a 1,500, mas podendo ser muito menos. A quantidade de indivíduos por população varia muito, desde 2.205 indivíduos no rio Orinoco venezuelano e 1.545 indivíduos no rio Amazonas colombiano, até 19 indivíduos no Equador, somando os rios Cuyabeno, Yasuni, Lagartococha e Aguarico. Neste caso do Equador, essa é a população de golfinhos de rio mais ameaçada da América, havendo na área interesse comercial de companhias petrolíferas e derramamento periódico de óleo. Quanto à população venezuelana, apesar de não tão ameaçada, ela também sofre com contaminação por mercúrio e óleo, projetos de desenvolvimento na água (como hidroelétricas) pesca intensa e tráfego de embarcações.
Os hot spots (áreas de maior densidade e ocorrência de uma espécie) desses golfinhos foram áreas bem protegidas e gerenciadas, que podem servir como exemplo para a conservação das espécies. Elas são um atestado de que áreas preservadas são importantes para a manutenção e sobrevivência de várias espécies.

### Áreas de ocupação
As populações de tucuxi são menores que as de boto-cor-de-rosa, e o tucuxi fica restrito a águas abertas e profundas, não adentrando águas rasas ou rios estreitos, como faz o boto. A ocorrência dos tucuxis varia desde corpos de água (como rios e lagos) com centenas de metros de largura e vários metros de profundidade, até locais bem rasos, como lagos com 1,8 metro de profundidade e rios com 3 metros de profundidade. Assim, o tucuxi corre um risco maior de eventualmente ser extinto.
Os maiores grupos e a maior densidade (quantidade de indivíduos por km²) de tucuxis, assim como botos-cor-de-rosa, podem ser encontrados em lagos e confluências de rios (áreas de encontro de rios), considerados seu habitat crítico, que são áreas fundamentais para a sobrevivência de uma população ou de toda a espécie. Esses são habitats de baixa corrente (correntes de água fracas, de pouca velocidade). As explicações para essa preferência são o menor gasto energético para se manter no lugar, a grande profundidade da água no período de baixa das águas, e que este habitat é mais favorável para peixes, sua presa. Os peixes migram pelas confluências, por serem de alta produtividade e oferecerem refúgio, e lagos têm uma densidade maior das espécies de peixes presentes na sua alimentação. Assim, os golfinhos preferem ficar nessas áreas, onde há mais alimento e facilidade na natação, com menor consumo de energia.
Além de lagos e confluências de rios, a taxa de ocupação das margens dos rios é alta, a maioria dos indivíduos ficando a uma distância de 0 a 50 metros da margem, mas ainda muitos indivíduos de 50 a 100 metros. Já as ressacas (áreas em que o nível da água fica muito baixo ou mesmo seca durante o período de baixa das águas) e áreas com vegetação emaranhada presa à margem, que provêm refúgio para peixes específicos (alimento do tucuxi), têm uma taxa de ocupação intermediária.
Em um estudo, lagos são muito poucos ocupados, menos que confluências, rios e estreitos. Duas explicações para a pouca densidade de tucuxis se devem ao próprio estudo, que talvez não tenha explorado esse habitat amplamente o bastante para identificar os tucuxis, ou pelo acesso mais restrito aos lagos na região específica, que dificulta a chegada dos tucuxis.
A ocorrência do tucuxi não parece variar conforme período do dia ou sazonalidade (mudança das estações do ano), aparte de locais que ficam muito rasos durante o período do ano de baixa das águas. Os grupos com uma maior quantidade de indivíduos ocorrem em lagos durante o período de baixa da água, o que é compreensível, uma vez que a quantidade de áreas alagadas na Amazônia diminui em 5 a 10 vezes, dependendo do local. Logo, com áreas de ocupação muito menores, os indivíduos se concentram em mais locais em comum.
Segundo o monitoramento bioacústico, que permite determinar a distribuição da espécie dentro dos rios sem depender da visão para determinar sua presença, em áreas onde há uma cidade à beira do rio, a presença do tucuxi e do boto-cor-de-rosa cai para metade. Em área de densa população urbana, com porto, serrarias e intenso tráfego de embarcações, a presença desses golfinhos chega a ser nula.

## Alimentação
Os tucuxis são mamíferos aquáticos predadores, que ajudam na manutenção das espécies de peixes que predam e a manter o fluxo de energia no ecossistema. Por serem predadores topo de cadeia (a espécie no nível mais alto da teia trófica ou cadeia trófica) sem predadores naturais, tucuxis, assim como os botos-cor-de-rosa, são considerados espécies indicadoras e podem ser usados como indicadores da degradação do ecossistema.
O tucuxi se alimenta de pelo menos 27 espécies de peixes de 13 famílias diferentes, como os peixes dos grupos Characiformes, Clupeidae e Sciaenidae, variando de 5 a 37 centímetros de comprimento. Essas espécies de peixes vivem em lagoas, canais e rios de água rápida. O tucuxi se alimenta sozinho ou em grupo, podendo usar ou não técnicas de cooperação na caça, perseguindo os peixes logo abaixo da superfície da água.

## Maturidade sexual e reprodução
Os machos chegam à maturidade sexual quando alcançam o comprimento de 140 centímetros e os 7 anos de idade, e as fêmeas com comprimento de 132 a 137 centímetros e idade de 5 a 8 anos. Aparentemente, a ovulação ocorre apenas no ovário esquerdo da fêmea do tucuxi. Nos machos, ambos os testículos são bem desenvolvidos, equivalendo a 5% do peso do macho sexualmente maduro.
Apesar de a poligamia ser rara entre mamíferos, acredita-se que os tucuxis não tenham parceiros fixos, praticando a poligamia do tipo poliandria, quando uma fêmea copula com mais de um macho. O tempo de gestação é de 10 a 11 meses. Cada fêmea dá à luz um filhote a cada dois anos, mas podendo demorar até 4 anos. O parto ocorre durante o período de baixa, entre setembro e novembro, e o período de lactação dura 7 meses. Os recém-nascidos nascem com 71 a 83 centímetros de comprimento e 8 kg de massa. Eles têm uma coloração rosa muito forte no ventre e em parte da nadadeira dorsal.

## Comportamento

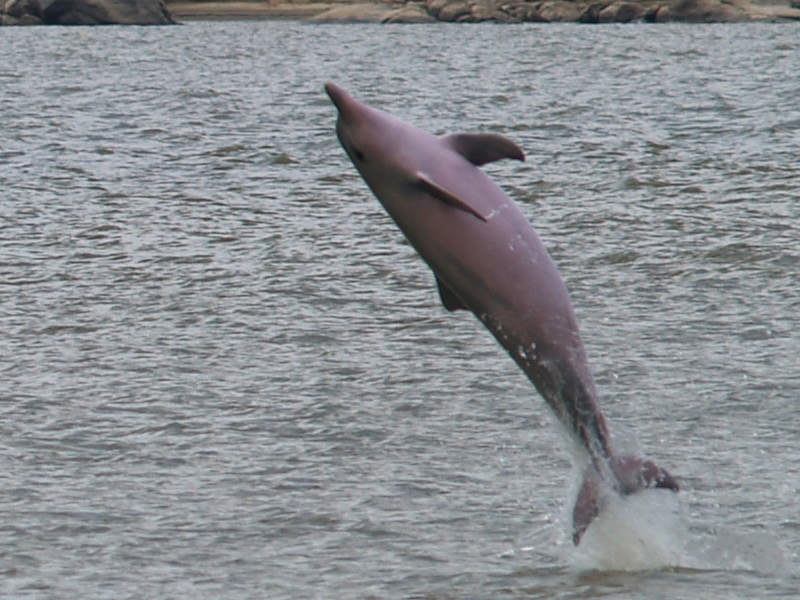
Tucuxi realizando salto. Na imagem, é possível ver seu ventre rosado.

Tucuxis são facilmente observados realizando diferentes atividades, como deslocamento (natação), salto (uma atividade de socialização da espécie), alimentação, e aproximação e afastamento de embarcações. Os tucuxis formam grupos pequenos, de um a seis indivíduos em média, que nadam em formação compacta, o que sugere uma desenvolvida estrutura social. São muito ativos e podem saltar com o corpo todo para fora da água, apesar de serem uma espécie considerada tímida e não costumarem se aproximar de embarcações.
Ambas as espécies do gênero Sotalia realizam uma série de comportamentos acrobáticos de diferentes tipos de saltos fora d'água ou junto à superfície da água, como leaps, somersaults, fluke-ups, spy-hopping, surface rolling e porpoising, que são consideradas formas de socialização. Essas espécies são consideradas sociais, apesar de que o tucuxi é mais tímido. O tucuxi realiza essas atividades aéreas especialmente durante a estação de baixa das águas. A duração do seu tempo de mergulho é curta, de 1,5 a 2 minutos, precisando subir para respirar na superfície após essa duração. Entre esses mergulhos mais longos, realizam mergulhos menores, de 5 a 10 segundos. É importante frisar que o tucuxi é um golfinho, ou seja, um mamífero, e não respira dentro d’água, precisando subir à superfície da água para respirar.
Quanto à sua capacidade visual, ela é baixa, estando abaixo da acuidade visual da maioria dos golfinhos marinhos e mamíferos terrestres. Contudo, sua acuidade é maior do que a do boto-cor-de-rosa, permitindo que apresentem comportamento visual. Sabe-se que, em cativeiro, o tucuxi pode procurar visualmente pelo seu cuidador trazendo comida e que responde a estímulos visuais usados em treinos.
Tucuxis são recorrentemente vistos junto com a única outra espécie de rio na América, o boto-cor-de-rosa. Essas espécies são simpátricas, isto é, elas compartilham o mesmo ambiente. Como ambas são botos de rio que ocorrem juntos e compartilham de diversas características (como habitat, alguns hábitos alimentares etc.), elas também compartilham fatores de risco, como doenças. Vários tópicos aqui abordado, como "Ameaças e Conservação", são igualmente válidos para o boto-cor-de-rosa, devido às semelhanças entre ambos, pois ambos são botos ou golfinhos de rio com hábitos semelhantes, e são espécies que ocorrem juntas.

### Produção sonora
A frequência dos sons produzidos por cetáceos varia muito, desde a baleia-azul (Balaenoptera musculus), cantando a 20 Hz, até a marsopa-do-porto (Phocoena phocoena), produzindo sons em frequências mais altas que 140 kHz. Os odontocetos, chamados de golfinhos ou botos em português, produzem ondas sonoras de alta frequência usadas na ecolocalização, que baleias (Misticetos) não fazem. Na ecolocalização, os golfinhos e botos produzem um som transmitido pelo melão, um órgão feito de gordura da região da “testa”. Esse som é direcionado e, ao alcançar algum objeto (como uma rocha ou um peixe), parte deve é refletido e volta ao golfinho, que percebe a presa. Assim, esses mamíferos são capazes de se localizarem e localizarem presas debaixo d’água sem dependerem exclusivamente da visão. O sonar de navios e a ecolocalização do morcego funcionam de maneira similar, apesar de apresentarem mecanismos distintos.
O tucuxi produz uma variedade de sons, como cliques para ecolocalização, assobios e “pulsos estourados” ou sinais graduados. A variação das frequências sonoras que são capazes é bem elástica, desde menos de 5 kHz até 100 kHz. A maioria dos sons é complexa, com modulação, durando pouco tempo, de 0,02 a 2,66 segundos.
Diferentes estudos registram diferentes frequência e duração de assobios, como assobios repetidos de 10 a 15 kHz durando 0,2 segundo, assobios numa frequência de cerca de 14 kHz, e uma maioria de assobios abaixo de 5 kHz, com poucos excedendo 8 kHz. Existem duas explicações para isso: uma é que os assobios produzidos pelo tucuxi variam geograficamente, de região para região, um fato já conhecido. A outra explicação é a de que as condições em que o experimento foi feito (se foi feito em campo ou cativeiro) e o que o animal estava fazendo no momento (procurando alimento, acasalando etc.) mudam os assobios. Em diferentes atividades e locais, diferentes assobios.
Comparando os assobios de tucuxis de diferentes localidades no Equador, eles parecem apresentar variações, podendo ser assobios em frequências mais altas ou baixas, e de duração mais curta ou prolongada, dependendo da região geográfica. Isso sugere que exista diferenças entre as populações de tucuxi que estão separadas por apenas alguns quilômetros de distância. Portanto, espera-se que existam diferenças entre os assobios produzidos pelos demais tucuxis na América do Sul, como no Brasil.
Quanto aos cliques do tucuxi, eles duram, em média, de 60 a 120 microsegundos. Os cliques podem ser escutados durante o forrageio (busca por alimento). Quanto à frequência usada para a ecolocalização, ela fica entre 40 a 45 kHz.
Há uma grande similaridade entre os sinais sonoros de tucuxi e boto-cor-de-rosa, apesar das diferenças morfológicas entre as espécies. Isso sugere que essas similaridades foram selecionadas ao longo da evolução pelas pressões ambientais do ecossistema fluvial amazônico compartilhado entre elas. Isso levou à seleção natural dos indivíduos com os sinais sonoros vistos hoje em dia. Apesar das semelhanças, cada espécie tem uma frequência dominante. A frequência dominante para sons em geral produzidos pelo tucuxi é de 80 a 95 kHz. Para ambos os golfinhos, a duração média de seus sinais ecolocalizadores é de 25 a 50 microsegundos.

## Doenças
Não há muitas informações de doenças que acometam o tucuxi. Não porque essa espécie tenha poucas doenças que a prejudiquem, mas pela falta de estudos sobre o tema. As doenças conhecidas para o tucuxi são osteomielite, pneumonia verminótica (causada por parasita), pneumonia bacteriana e síndrome de aspiração de mecônio em um recém-nascido estudado. É interessante frisar que essas doenças também foram encontradas para o boto-cor-de-rosa, espécie com a qual possui uma relação de simpatria (ver Comportamento).
Para sua espécie-irmã, o boto-cinza, foram descobertas várias doenças, como papilloviroses genitais, poxviroses de cetáceos, toxoplasmose e lobomicose. Portanto, é possível que o tucuxi seja suscetível a essas doenças, mas mais estudos são necessários.
Hemogramas, ou exames de sangue, são uma forma importante de se analisar o estado de saúde de um indivíduo, mas não há muitos estudos para o tucuxi. A necessidade de se ter os valores hematológicos básicos para esta espécie é urgente.

## Uso medicinal e ritualístico
A etnozoologia é o ramo da etnobiologia que investiga os conhecimentos tradicionais, significados e usos dos animais pelas comunidades humanas. Para sensibilizar a população da importância de proteger uma espécie da extinção, é essencial entender como os grupos humanos que convivem com dita espécie a entendem, dentro de seu contexto. O tucuxi, por exemplo, é visto como um competidor por vários pescadores de comunidades ribeirinhas, o que lhe dá uma visão popular negativa para esse grupo de pessoas.
Tucuxis são parte integrante do folclore amazônico, e acredita-se que eles tenham propriedades medicinais e ritualísticas. Os animais pescados para fins medicinais e ritualísticos são mortos com arpões ou pancadas na cabeça enquanto estão presos em redes. As principais partes do corpo usadas para esses fins são óleo, gordura, dentes, olhos e os genitais.
A depender da mazela, o óleo da pele é esfregado sobre a pele do paciente ou engolido. Seu óleo e gordura são prescritos por alguns para tratar das seguintes doenças: asma, reumatismo, injúrias causadas por raias, hemorroidas, inflamações, machucados, dor de ouvido, erisipela (um tipo de infecção bacteriana), pé-de-atleta (um tipo de infecção fúngica), artrose, artrite, câncer e inchaços. Já seus dentes são secos sob o sol e esmigalhados até formarem um pó, usado no tratamento de asma.
Seus olhos, vagina, pênis e “asseio” (“perfume” do tucuxi) são todos usados para atrair parceiros sexuais e, com exceção do asseio, fazer dinheiro. Os olhos ainda são usados de amuletos, para melhorar nos negócios e trazer boa sorte. Os amuletos são chamados de patuá, um amuleto quadrado ou redondo, geralmente de couro ou plástico, que contém parte de um ou mais animais dentro para atrair sorte, amor ou sucesso financeiro. As partes mais usadas são os olhos, vagina e pênis.
O pênis ou a vagina (do tucuxi ou de outro boto-cor-de-rosa), conforme o gênero do cliente, são misturados com óleo de patchouli e usados em um banho ou como perfume para atrair parceiros sexuais. Já o perfume do boto, ou asseio do boto, é preparado com o pênis ou vagina do tucuxi e aplicado no órgão sexual do usuário antes da relação sexual.
Quanto ao seu uso ritualístico, seus usos são populares no candomblé (ao menos em parte do Pará), mas não se abstêm a ele. As partes do animal usadas em práticas religiosas são: olhos, dentes, cérebro, embrião, pênis e vagina.
Essas práticas variam e se espalham pelos estados do Amazonas, Pará, Piauí, Paraíba e Maranhão, incluindo não apenas do tucuxi (Sotalia fluviatilis) como o boto-cinza (Sotalia guianensis), sua espécie-irmã.
Esse amplo uso com demanda traz alguns problemas, para o tucuxi e as pessoas. Não existem estudos que de fato comprovem qualquer eficácia no uso desses animais pela medicina tradicional, e seus usos variam muito entre regiões. Além disso, essa é uma espécie ameaçada de extinção, e tem sido muito assassinada para esses fins, além de suas mortes acidentais colidindo contra embarcações ou se emaranhando em redes.

## Ameaça e conservação
Cetáceos em ambientes fluviais são raros, havendo apenas 4 espécies vivas de golfinhos de rio: tucuxi, boto-cor-de-rosa, golfinho-de-rio-do-sul-da-ásia e o golfinho-do-rio-indo (Platanista minor). Essas 4 espécies estão ameaçadas e em declínio populacional, devido à ação antropogênica, principalmente por pesca acidental, perda e degradação de habitat, morte intencional e colisão com embarcações. Havia uma quinta espécie de golfinho de rio chinesa, o baiji, mas que sumiu no final dos anos 1990 e foi declarada oficialmente extinta em 2007. As principais ameaças que levaram à sua extinção foram a perda e degradação de habitat.
O tucuxi é uma espécie considerada Data Deficient pela União Internacional para a Conservação da Natureza (IUCN, na sigla em inglês), isso é, com dados insuficientes, porque se conhece muito pouco delas. No Brasil, ele é considerado Ameaçado, devido ao seu uso como isca para pesca. Segundo o Apêndice II da Convenção de Bona, o tucuxi está listado como possuindo uma situação pouco favorável de conservação, ou necessitando de cooperação internacional através de acordos personalizados. Em todos os países em que ocorrem, esses cetáceos são protegidos pela lei; no Brasil especificamente, por leis federais, que proíbem assédio, caça, pesca ou captura dos Sotalia. Contudo, a execução dessas leis nem sempre é efetiva.
Tanto os tucuxis quanto os botos-cinza (espécies-irmãs dentro do gênero Sotalia) são vulneráveis a quase todas as atividades humanas que as envolvem, intencionalmente ou não. O tucuxi, especificamente, é uma das espécies menos conhecidas de cetáceos, e ainda não se sabe o estado de ameaça da espécie por falta de estudos. Faltam muitos estudos para esta espécie, principalmente sobre alimentação, saúde e doenças, estado de conservação, desenvolvimento sexual, reprodução, idade, mas se sabe que ela sofre com muitas interferências humanas. Está ocorrendo um declínio e redistribuição das populações nos sistemas de rios do Orinoco e do Amazonas, e suas principais ameaças estão diretamente relacionadas com a degradação e perda de habitat.
As ameaças antrópicas à vida dos tucuxis (e dos botos-cor-de-rosa) são: represas e hidrelétricas (que fragmentam o habitat do tucuxi e impedem a sua movimentação, levando ao isolamento populacional, e que impedem a migração de peixes dos quais o tucuxi se alimenta, reduzindo a disponibilidade de presas), intoxicação por mercúrio usado na extração de ouro (bioacumulação), poluição da água, atividades sísmicas, destruição e perda de habitat, manchas de óleo (países vizinhos ao Brasil exploram petróleo na região amazônica, e muitas embarcações vazam combustível), tráfego de embarcações (que causam poluição sonora e se chocam contra os tucuxis), distúrbios ambientais, desenvolvimento de obras nos corpos d’água, mudanças na geomorfologia da costa dos rios e lagos por ocupação humana (como residências e portos), atividade portuária e mudanças no uso da terra. Além disso, outras ameaças estão diretamente relacionadas com pescadores, como mortes acidentais de tucuxis por afogamento em redes de pesca e redes de cerco, a competição por peixes entre golfinhos e pescadores, e a pesca, a caça e o assassinato intencional desses golfinhos por pescadores, por motivos diversos, como vingança, venda de peças do corpo para alimentação ou rituais ou uso como isca para pesca. Todas essas são ameaças causadas por humanos que não são naturais, e para as quais o tucuxi não está adaptado e preparado, podendo ser extinto por elas.

### Pesca
A pesca artesanal causa muitas mortes dos botos de rio, o tucuxi (Sotalia fluviatilis) e o boto-cor-de-rosa (Inia geoffrensis). Os animais podem morrer acidentalmente afogados, ao se prenderem em redes abandonadas e não conseguirem subir até a superfície da água para respirar, ou intencionalmente por pescadores, e partes de seus corpos são usadas de isca para a pesca de peixes, como a piracatinga (Calophysus macropterus), o tambaqui (Colossoma macropomum) e a Pirapitinga (Piaractus brachypomus), espécies muito importantes no comércio na Bacia Amazônica.
Em grande parte dos casos, quando um tucuxi ou boto-cor-de-rosa é encontrado emaranhado numa rede, ele já está morto ou é morto, e seu corpo é descartado, usado como isca ou vendido. Muitos tucuxis são mortos por arpão, armas de fogo, facão, explosivos, arco-e-flecha, facada e envenenamento. Também são registradas perseguições de pescadores atrás dos golfinhos pelo rio em embarcações para machucar ou matar. Contudo, é muito importante notar também que há pescadores que fazem uso de métodos não letais contra os golfinhos ao os encontrar vivos, removendo-os das redes e os soltando para a liberdade no local ou realocando-os para outras áreas. Tanto adultos quanto jovens caem presos em redes de pesca.
Muitas carcaças são encontradas largadas, sem que os corpos tenham sido desmembrados para uso, alimentação ou venda, sugerindo que o que levou às suas mortes foi a retaliação de pescadores pela competição entre tucuxis e pescadores por peixes. As carcaças de animais mortos ou tucuxis vivos são, na sua maioria, encontrados com marcas e cicatrizes de encontros com humanos (por exemplo, marcas de rede de pesca). Infelizmente, a observação desses botos mortos, muitas vezes por arpoadas (uso de arpão) de atividade pesqueira, é comum nas comunidades que convivem em contato cotidiano com ele.
Uma das expressões de competição direta entre golfinhos e pescadores são os golfinhos retirando peixes presos nas redes de pescadores, ou se alimentando dos descartes da pesca, levando à retaliação. Contudo, observa-se que a quantidade de espécies de peixes que ambos os grupos, humanos e golfinhos, consomem é bem limitada, sendo que humanos pescam várias outras espécies que o tucuxi não consome. Contudo, isso não diminui eventos de retaliação, inclusive dentro de áreas de proteção, pois, para muitas comunidades ribeirinhas, a presença desses cetáceos continua sendo malvista.
Em comparação com essa situação brasileira, há pouca evidência de assassinato deliberado e comercialização de partes do corpo de golfinhos no Peru. Isso possivelmente se deve a superstições e tabus peruanos que previnem pessoas de matarem os golfinhos. Contudo, há registro de morte acidental e uso da carcaça como isca na pesca no Peru. Já na Colômbia, partes do corpo também são comercializadas, majoritariamente após mortes acidentais, mas também após assassinatos intencionais. Ainda na Colômbia, alguns pescadores se sentem prejudicados pelos golfinhos e os atacam, com arpão e arco-e-flecha quando estão nadando, com facada quando estão emaranhados em redes, matando-os. Apesar disso, não há registros de competição por pesca entre golfinhos e pescadores na Colômbia, provavelmente porque golfinhos se alimentam de peixes menores que os pescados.
Uma técnica interessante que tem evitado com sucesso o emaranhamento de boto-cinza em redes de pesca é a presença de pingers acústicos, que transmitem sinais sonoros identificados pelos botos. Essa técnica é usada no litoral do Brasil, mas pode ser uma possibilidade a ser usada no Amazonas, para evitar que tucuxis e botos-cor-de-rosa se aproximem das redes de pesca, ajudando essas espécies de botos e os pescadores.

Ademais, foi observado que os tucuxis não se mantêm saudáveis em cativeiro. Alguns foram mantidos em aquários europeus, porém o último deles, Paco, morreu em 2009 no Zoológico de Munster.